# Kay Huisman
Kay Huisman, född 9 april 1997, är en nederländsk skridskoåkare som tävlar i short track.

## Karriär
I januari 2024 var Huisman en del av Nederländernas lag som tog guld i 5 000 meter stafett och 2 000 meter mixstafett vid EM i Gdańsk.